# 沢村凜
沢村 凜（さわむら りん、1963年7月5日 -）は、日本の小説家。広島県広島市生まれ。広島県立広島国泰寺高等学校、鳥取大学農学部獣医学科卒業。女性。

## 経歴
幼少期より読書家だった母の影響で読書に親しむ。広島県立広島国泰寺高等学校、鳥取大学農学部獣医学科卒業。タウン誌の記者などを経て、1991年、『リフレイン』が第3回日本ファンタジーノベル大賞の最終候補作となり、1992年、同作で作家デビュー。1998年、『ヤンのいた島』で第10回日本ファンタジーノベル大賞優秀賞を受賞。2008年、「人事マン」で第61回日本推理作家協会賞（短編部門）候補。2009年、「前世の因縁」で第62回日本推理作家協会賞（短編部門）候補。

## 作品リスト

### 小説

#### 単著本
- リフレイン（1992年2月 新潮社 / 2012年7月 角川文庫）
- ヤンのいた島（1998年12月 新潮社 / 2013年2月 角川文庫）
- 瞳の中の大河（2003年7月 新潮社 / 2011年10月 角川文庫）
- あやまち（2004年4月 講談社 / 2009年6月 講談社文庫）
- カタブツ（2004年7月 講談社 / 2008年7月 講談社文庫）
  - 収録作品：バクのみた夢 / 袋のカンガルー / 駅で待つ人 / とっさの場合 / マリッジブルー・マリングレー / 無言電話の向こう側
- ぼくがぼくになるまで（2005年1月 学習研究社）
- さざなみ（2006年1月 講談社 / 2011年2月 講談社文庫）
- きみときみの自転車（2006年5月 学習研究社）
- 黄金の王 白銀の王（2007年10月 幻冬舎 / 2012年1月 角川文庫）
- 千年の時をこえて（2007年11月 学習研究社）
- 笑うヤシュ・クック・モ（2008年11月 双葉社）
  - 【改題】夜明けの空を掘れ（2011年10月 双葉文庫）
- 千年の時を忘れて（2008年12月 学習研究社）
- 脇役スタンド・バイ・ミー（2009年4月 新潮社 / 2013年3月 PHP文芸文庫）
  - 収録作品：鳥類憧憬 / 迷ったときは / 聴覚の逆襲 / 裏土間 / 人事マン / 前世の因縁 / 脇役の不在
- 千年の時の彼方に（2009年11月 学習研究社）
- タソガレ（2010年11月 講談社 / 2014年2月 講談社文庫）
- ディーセント・ワーク・ガーディアン（2012年1月 双葉社）
- ぼくは〈眠りの町〉から旅に出た（2014年1月 KADOKAWA）
  - 【改題】記憶の果ての旅（2023年1月 角川文庫）
- 通り雨は〈世界〉をまたいで旅をする（2014年1月 KADOKAWA）
  - 【改題】旅する通り雨（2023年2月 角川文庫）
- 猫が足りない（2014年9月 双葉社）
- 王都の落伍者 ―ソナンと空人1―（2020年9月 新潮文庫）
- 鬼絹の姫 ―ソナンと空人2―（2020年9月 新潮文庫）
- 運命の逆流 ―ソナンと空人3―（2020年10月 新潮文庫）
- 朱く照る丘 ―ソナンと空人4―（2020年10月 新潮文庫）

#### アンソロジー
- 最後の恋（2005年12月 新潮社 / 2008年11月 新潮文庫）「スケジュール」
- ザ・ベストミステリーズ 2008 推理小説年鑑（2008年7月 講談社）「人事マン」
  - 【分冊・改題】Play 推理遊戯 ミステリー傑作選（2011年4月 講談社文庫）
- ザ・ベストミステリーズ 2009 推理小説年鑑（2009年7月 講談社）「前世の因縁」
  - 【分冊・改題】Bluff 騙し合いの夜 ミステリー傑作選（2012年4月 講談社文庫）
- 明日はきっと お仕事小説アンソロジー（2022年1月 角川文庫）「部下の迷い」

### ノンフィクション
- グァテマラゆらゆら滞在記（1997年7月 新潮社）

### 翻訳
- 耳を立ててよくおきき ウサギじいさんの知恵（1999年7月 学習研究社）
- パズルの迷宮（2005年11月 朝日出版社）